# Cereopsius
Cereopsius es un género de escarabajos longicornios de la subfamilia Lamiinae.

## Especies
- Cereopsius alboguttatus
- Cereopsius amabilis
- Cereopsius arbiter
- Cereopsius aureomaculatus
- Cereopsius carinatus
- Cereopsius cinereus
- Cereopsius copei
- Cereopsius elongatus
- Cereopsius erasmus
- Cereopsius exoletus
- Cereopsius guttulatus
- Cereopsius helena
- Cereopsius javanicus
- Cereopsius kulzeri
- Cereopsius luctor
- Cereopsius luhuanus
- Cereopsius luhuanus ternatensis
- Cereopsius mimospilotus
- Cereopsius niassensis
- Cereopsius nigrofasciatus
- Cereopsius obliquemaculatus
- Cereopsius praetorius
- Cereopsius pulcherrimus
- Cereopsius quaestor
- Cereopsius satelles
- Cereopsius sexmaculatus
- Cereopsius sexnotatus
- Cereopsius siamensis
- Cereopsius spilotoides
- Cereopsius spilotus
- Cereopsius strandi
- Cereopsius vittipennis
- Cereopsius vivesi
- Cereopsius whitei